# Glay (álbum)
GLAY es el décimo álbum de la banda de rock japonesa GLAY. Salió a la venta el 13 de octubre de 2010 y fue el primer disco que la banda lanzó bajo su nuevo sello Loversoul Música & Associates, creado por ellos mismos en junio de ese año. 

## Lista de canciones
1. Shikina (シキナ)
2. Kegarenaki SEASON (汚れなきSEASON)
3. WASTED TIME
4. Haruka… (遥か…)
5. Apologize
6. Tsuki no Yoru ni (月の夜に)
7. Kaze ni Hitori (風にひとり)
8. Precious
9. Satellite of love
10. Chelsea